# 皮埃尔·特朗坦
皮埃尔·特朗坦（法語：Pierre Trentin，1944年5月15日—），法国男子自行车运动员。他曾代表法国参加1964年、1968年、1972年和1976年夏季奥林匹克运动会自行车比赛，共获得二枚金牌和二枚铜牌。